# КМФ Невесиње
КМФ Невесиње је клуб малог фудбала из Невесиња који се тренутно такмичи у Другој футсал лиги Републике Српске "Југ", а троструки је првак Републике Српске у футсалу.

## Историја

### Оснивање клуба и успјеси
Клуб је основан 2001. године. Први предсједник је био Ратко Гушић, а тренер Слободан Гушић. У почетку су играчки кадар сачињавали играчи на заласку каријере великог фудбала, а касније су заиграли и млађи играчи. Клуб се од почетка такмичио у Првој футсал лиги Републике Српске гдје је до сада освојио три титуле и то у сезонама 2013/14., 2015/16. и 2018/19, те друго мјесто у сезони 2019/20. Између тих сезона, клуб се такмичио у Премијер футсал лиги БиХ. Од успјеха КМФ Невесиње истиче се играње полуфинала Куп-а Босне и Херцеговине у сезони 2014/15. и полуфинале Куп-а Републике Српске у сезони 2015/16., те освајање Куп-а Републике Српске у сезони 2018/19., као и друго мјесто у Куп-у Републике Српске у сезони 2020/21. КМФ Невесиње се тренутно такмичи у друголигашком каравану РС, а предводи га тренерски двојац Пудар - Рашовић.

### Сезона 2010/11., пласман у Супер футсал лигу РС
Након дугог низа година играња на просјечном нивоу у нижим лигама, КМФ Невесиње на челу са тренером Слободаном Гушићем већи искорак прави у сезони 2010/11. и пласира се у Супер футсал лигу Републике Српске, тадашње најелитније футсал такмичење у РС, чији је освајач ишао у доигравање за првака Босне и Херцеговине. Пласман у Супер футсал лигу РС изборен је након двомеча са КМФ Обилић из Прњавора, када је невесињски састав након пораза у Прњавору, у реваншу пред својим навијачима славио са 7:2.

### Сезона 2013/14., титула првака РС и пласман у Премијер футсал лигу БиХ
У такмичарској сезони 2013/14. КМФ Невесиње је направио први велики успјех освајањем титуле првака Републике Српске и промоцијом у Премијер футсал лигу БиХ. Меч одлуке играо се у посљедњем колу Прве футсал лиге РС када је КМФ Невесиње у препуној дворани у Невесињу након великог преокрета савладао КМФ Љубиње резултатом 6:3 (0:3) и тако освојио титулу РС и изборио пласман у највиши ранг бх. футсала.

### Сезона 2014/15., прва сезона у елити и 1/2 финале Куп-а БиХ
Сезона 2014/15. ће свим љубитељима футсала у Невесињу и тадашњим играчима и члановима КМФ Невесиње остати у сјећању као прва сезона у друштву најбољих бх. клубова, Премијер футсал лиги БиХ. Нису се Невесињци прославили у својој дебитантској сезони у елити, те су се након само једне сезоне проведене у највишем рангу, вратили у Прву футсал лигу РС. Након лошег првог дијела сезоне и освојеног само једног бода, смијењен је тренер Слободан Гушић, те је на његово мјесто постављен прослављени мостарски малоногометаш Зоран Буховац - Леви. До краја сезоне уписали су пет првенствених побједа, али то није било довољно да се избори опстанак у Премијер футсал лиги БиХ, те су се преселили у нижи ранг. У истој сезони захваљујући новом стратегу Буховцу, КМФ Невесиње је дошао до полуфинала Куп-а Босне и Херцеговине у футсалу, гдје је у Мостару поражен од МНК Зрињски резултатом 7:2. Двоструки стријелац за Невесињце на том мечу био је садашњи тренер/играч Далибор Пудар.

### Сезона 2015/16., нова титула првака РС и повратак у друштво најбољих у БиХ
Није дуго требало КМФ Невесиње да се врати у Премијер футсал лигу БиХ. Већ у првој сезони по испадању из елите (2015/16.), Невесињци предвођени тренером Зораном Буховцем и појачањем из мостарског МНК Вјекослав Араповић, Игором Трутином, стижу до друге титуле првака РС и "експресног" повратка у друштво најбољих бх. футсал клубова. У истој сезони су изборили и пласман на завршни турнир Куп-а Републике Српске који се играо у Палама, а гдје су такмичење завршили поразом од екипе КМФ Брчко Здравље у полуфиналу.

### Сезона 2016/17., опстанак у Премијер футсал лиги БиХ
У другој такмичарској сезони у Премијер футсал лиги БиХ, тада већ искусна екипа КМФ Невесиње је без већих проблема изборила опстанак и осигурала наступ у најелитнијем бх. футсал такмичењу и идуће сезоне. Клуб је у тој сезони остварио једну од највећих
побједа, пошто је у мечу 9. кола Премијер футсал лиге БиХ, на свом терену, у драматичној завршници, поготком Миљана Гутића, резултатом 3:2 био бољи од тадашњег актуелног и троструког првака БиХ, и до тог кола првопласиране екипе на табели, МНК Центар Сарајево. Дрес КМФ Невесиње у тој сезони обукао је мостарски футсалер Антон Милићевић, који је оставио значајан траг у клубу, те до преласка у редове премијерлигаша МНК Бротњо почетком сезоне 2021/22., са Невесињцима освојио дуплу круну у РС.

### Сезона 2017/18., крај премијерлигашке приче
Другу узастопну годину у Премијер футсал лиги БиХ, невесињски састав ипак није могао изнијети, те је по завршетку сезоне 2017/18. поново испао у нижи ранг такмичења. КМФ Невесиње био је први "испод црте", те их је само један бод дијелио од опстанка у елити. У веома јакој конкуренцији те сезоне, Невесињци су остварили чак десет побједа, а њихове утакмице су биле најпосјећеније у читавој лиги. Те сезоне, дрес невесињског премијерлигаша, поред домаћих играча, носили су Фрањо Делић и Емрах Сарић, играчи који су годину дана касније постали прваци Њемачке са екипом TSV Weilimdorf из Штутгарта.

### Сезона 2018/19., најуспјешнија сезона у историји и освајање дупле круне
Такмичарска сезона 2018/19., ће у историји КМФ Невесиње остати уписана златним словима, пошто је невесињски клуб те сезоне освојио дуплу круну поставши шампион Републике Српске и освајач Куп-а Републике Српске у футсалу. Пред почетак сезоне са мјеста тренера повукао се Зоран Буховац, а његово мјесто заједничким снагама преузели су Александар Рашовић и један од најискуснијих првотимаца Далибор Пудар, што се касније испоставило као добитна комбинација. У конкуренцији од осам екипа, КМФ Невесиње је побједом у посљедњем, одлучујућем, колу Прве лиге РС, пред својим навијачима, савладао КМФ Котор Варош резултатом 6:1, и тако трећи пут у историји постао првак Републике Српске.
Неколико дана касније у Невесиње је стигао и други трофеј, и то онај намијењен освајачу Куп-а Републике Српске. Соколац је био домаћин завршног турнира, а невесињски састав је у полуфиналу био бољи управо од домаће екипе КМФ Гласинац са 8:4, да би у финалном мечу са 2:1 надиграо КМФ Старчевица из Бања Луке, те на тај начин освојио куп такмичење и најбољу сезону у историји клуба крунисао дуплом круном.
Након славља стигла је и разочаравајућа вијест из Фудбалског савеза Републике Српске, те је КМФ Невесиње, упркос освајању дупле круне, због наводних дисциплинских прекршаја, остао ускраћен за пласман у виши ранг такмичења, па је, иако посљедњепласирана екипа на табели Премијер футсал лиге БиХ те године, КМФ Танго, задржао статус премијерлигаша и наредне сезоне.

### Сезона 2019/20., вицешампиони Републике Српске
У наредну такмичарску сезону, КМФ Невесиње је ушао као најбоља екипа у Републици Српској и бранилац дупле круне. Ипак, морали су се задовољити само другим мјестом у Првој лиги Републике Српске, пошто је титула припала екипи КМФ Полицајац из Бања Луке, која је те сезоне изборила пласман у Премијер футсал лигу БиХ, гдје се и данас такмичи. Вриједи истакнути најзначајнију побједу те сезоне, и то у дербију 11. кола Прве лиге РС, пред препуним трибинама дворане "Невесињка", управо над Полицајцем резултатом 6:5.

### Сезона 2020/21., друго мјесто у Куп-у РС и повратак у најнижи ранг
Играчи КМФ Невесиње су сезону 2020/21. одиграли за заборав. Много промјена у екипи, повреде и суспензије током читавог првенства, недостатак спортске среће резултовали су освајањем тек шестог мјеста на крају такмичарске сезоне у Првој лиги Републике Српске. Били су први изнад зоне испадања, али одлуком Управе клуба, одлучили су да напусте такмичење и наредне сезоне кроз Другу лигу РС консолидују клуб и играчки кадар, те се покушају вратити на старе стазе. Свјетла тачка те сезоне било је освајање другог мјеста у Куп-у Републике Српске, пошто су у финалу поражени од тадашњег актуелног првака РС и премијерлигаша КМФ Полицајац са 6:0.

### Актуелна сезона 2021/22., наступ у Другој лиги РС "Југ"
КМФ Невесиње је сјајно отворио актуелни сезону у Другој футсал лиги Републике Српске група "Југ", те се након одиграног првог дијела првенства налази на првој позицији са максималних 18 освојених бодова и шест побједа у исто толико сусрета. У овој сезони конкуренцију у групи "Југ" им прави шест екипа, и то: КМФ Калиновик, КМФ Јанг Бојс, КМФ Раднички, КМФ Медицински факултет, КМФ Љубиње и КМФ Танго. Троструки првак РС на правом је путу да се поново врати у Прву лигу Републике Српске, а играчки кадар је већ консолидован и спреман за виши ранг. И даље их предводи тренерски тандем Рашовић - Пудар.

## Спортски успјеси
- Прва футсал лига Републике Српске
  - Шампиони 2013/14., 2015/16., 2018/19.
  - Вицешампиони 2019/20.
- Куп Републике Српске
  - Прво мјесто 2018/19.
  - Друго мјесто 2020/21.
  - Полуфинале 2015/16.
- Премијер футсал лига БиХ
  - Учесници 2014/15., 2016/17., 2017/18.
- Куп Босне и Херцеговине
  - Полуфинале 2014/15.

## Боје и грб КМФ Невесиње

### Клупска боја и дресови
Клупска боја КМФ Невесиње је црвена, баш као и на актуелном грбу клуба. Поред црвене боје истичу се плава и бијела. У актуелној сезони 2021/22. службени дрес клуба у домаћој гарнитури је црвене боје, шорц је плави, а штуцне бијеле. Гостујућа гарнитура је комплет у плавој боји са бијелим штуцнама, а на дресовима се поред ознака КМФ Невесиње налазе и ознаке спонзора Спортске кладионице "Mozzart".
У другој такмичарској сезони у Премијер футсал лиги БиХ (2016/17.) клуб је наступао у "златним" дресовима са црним шорцем и штуцнама.
Претходних сезона гарнитуре дресова су претежно биле црвене боје, а истицало се и неколико бијелих сетова.

### Kлупски грб
КМФ Невесиње је у својој историји користио два службена грба. Први је настао одмах по оснивању клуба 2001. године, те се на њему налазио жути штит са симболом футсал играча, заставом Републике Српске и годином оснивања клуба.
Нови грб установљен је 2014. године, након историјског пласмана у Премијер футсал лигу БиХ. На њему је преовладала црвена боја, уз симболе штита, заставе Републике Српске, фудбалске лопте, те имена и године оснивања клуба. Тај грб је и даље актуелан.

## Дворана
КМФ Невесиње домаће утакмице игра у Невесињу, у Спортској дворани "Невесињка". Ова дворана има капацитет од 500 сједећих мјеста, са модерним свлачионицама и просторијама за службена лица, а налази се на адреси Петра Самарџића бб. Већ неколико година у функцији је и гријање спортске дворане.

## Управа клуба и стручни штаб
| Функција       | Име                |
| -------------- | ------------------ |
| Предсједник    | Момчило Вукотић    |
| Директор       | Александар Рашовић |
| Секретар/ПР    | Миодраг Ковачевић  |
| Тренер         | Далибор Пудар      |
| Помоћни тренер | Александар Рашовић |
| Доктор         | Милица Милићевић   |

## Играчи

### Први тим
Од 21. фебруара 2022.
| #  | Позиција | Име                     | Националост         |
| -- | -------- | ----------------------- | ------------------- |
| 1  | Голман   | Огњен Ромовић (капитен) | Босна и Херцеговина |
| 5  | Играч    | Далибор Пудар           | Босна и Херцеговина |
| 6  | Играч    | Немања Радовановић      | Босна и Херцеговина |
| 10 | Играч    | Марко Вучетић           | Босна и Херцеговина |
| 8  | Играч    | Горан Кљакић            | Босна и Херцеговина |
| 11 | Играч    | Ђорђе Вуковић           | Босна и Херцеговина |
| 19 | Играч    | Милош Зечевић           | Босна и Херцеговина |
| 17 | Играч    | Мирослав Андрић         | Босна и Херцеговина |
| 13 | Голман   | Драган Иванишевић       | Босна и Херцеговина |
| 14 | Играч    | Марко Цвијетић          | Босна и Херцеговина |
| 9  | Играч    | Дејан Ковачевић         | Босна и Херцеговина |
| 2  | Играч    | Миљан Гутић             | Босна и Херцеговина |
| 21 | Играч    | Душан Шаренац           | Босна и Херцеговина |
| 3  | Играч    | Синиша Бован            | Босна и Херцеговина |
| 20 | Играч    | Ђорђе Чабрило           | Босна и Херцеговина |
|    | Голман   | Борислав Јамина         | Босна и Херцеговина |
|    | Играч    | Милош Продановић        | Босна и Херцеговина |
|    | Играч    | Милош Пантић            | Босна и Херцеговина |
|    | Играч    | Милош Сикимић           | Босна и Херцеговина |

## Играчи КМФ Невесиње у репрезентацији БиХ
У новембру 2016. године на коначном списку футсал репезентације Босне и Херцеговине до 21. године нашао се првотимац КМФ Невесиње, Миљан Гутић. Он је уписао два наступа за младу бх. футсал репезентацију у пријатељским мечевима против Француске, а у првој утакмици се уписао и у стријелце.
На истом окупљању се нашао још један тадашњи играч КМФ Невесиње, Срђан Драшковић, али он није задовољио критеријуме селектора Бора Матана, те није уврштен на коначни списак репрезентативаца за мечеве са Французима.
На списку јуниорске футсал репезентације Босне и Херцеговине до 19 година, у новембру 2020. године, нашао се млади играч невесињског клуба, Милош Сикимић. Он је тада уписао два наступа у националном дресу против вршњака из Француске.

## Хуманитарни карактер
КМФ Невесиње је од свог оснивања увијек био доступан и отворен за сваки вид хуманитарних акција.
Прва велика хуманитарна акција организована је у децембру 2019. године када је КМФ Невесиње у ревијално-хуманитарној утакмици угостио тада актуелног првака Србије у футсалу, КМФ Црвена звезда из Београда. У препуној Спортској дворани "Невесињка" београдска екипа је славила резултатом 2:4, иако је резултат остао у другом плану. Прикупњено је 2.560,00 конвертибилних марака, а сав приход уплаћен је Удружењу "Моја Нада" из Невесиња, те за лијечење тада обољеле дјевојчице из Источног Сарајева, Иване Бјелогрлић.
Пред најрадоснији хришћански празник Васкрс, у априлу 2020. године, колектив КМФ Невесиње се придружио хуманитарној акцији Центра за социјални рад из Невесиња, Црвеног крста и Удружења обољелих од мултиплесклерозе Источне Херцеговине. Играчи и Управа клуба су прикупили одређена новчана средства, те по инструкцијама организатора акције купили оно што је било најпотребније социјално угроженим породицама из Невесиња.
У новембру 2021. године организована је још једна хуманитарна утакмица, чији је иницијатор био КМФ Невесиње, а снаге су одмјерили управо КМФ Невесиње и екипа Делије Невесиње. Коначан резултат гласио је 2:0 за троструког првака РС, а тада је прикупљено 1.200,00 конвертибилних марака које су уплаћене Фондацији "Свети Вукашин" из Требиња